# John Philip Sousa
John Philip Sousa (født 6. november 1854 i Washington DC i USA, død 6. marts 1932 i Reading i  Pennsylvania i USA) var en amerikansk komponist og korpsdirigent. Han er en af de mest kendte marchkomponister. Han skrev over 100 marcher, deriblandt "The Stars and Stripes Forever".
Ud over marcherne skrev han  ti operaer.
Sousafonen har fået navn efter ham.